# Jiří Stodůlka (motocyklový závodník)
Jiří Stodůlka (* 3. listopadu 1948 Valašské Meziříčí) je bývalý československý a nyní český motokrosový závodník. Mistr světa, Evropy a Československa.

## Výkony a ocenění
- 2012: cena města Valašské Meziříčí

### Závodní výsledky
- mistr světa
- mistr Evropy
- mistr Československa
- vítěz Světové trofeje Mezinárodní motocyklové šestidenní 1977 a 1978